# Masyntes gundlachi
Masyntes gundlachi is een rechtvleugelig insect uit de familie Eumastacidae. De wetenschappelijke naam van deze soort is voor het eerst geldig gepubliceerd in 1875 door Scudder.